# Caulobacterales
Ordre
Les Caulobacterales sont un ordre de bactéries de la classe des Alphaproteobacteria. Caulobacter est le genre type.

## Liste des familles
Selon GBIF (15 juin 2021) :
- Caulobacteraceae
- Hyphomonadaceae
- Maricaulaceae
- Parvularculaceae

## Systématique
Le nom scientifique de ce taxon est Caulobacterales, publié par Arthur Trautwein Henrici et Johnson en 1935. Caulobacter est le genre type. 
Caulobacterales a pour synonymes :
- Parvularculales[1]
- Maricaulales Kevbrin et al. 2021[2]
- Hyphomonadales Kevbrin et al. 2021[2]